# 임도훈
임도훈(2001년 1월 22일 ~ )는 대한민국의 축구 선수로, 포지션은 라이트백이다. 현재 K리그2 김포 FC 소속이다.